# Amour et Conséquences
Pour plus de détails, voir Fiche technique et Distribution.
Amour et Conséquences ou Amour & conséquences (Scenes of a Sexual Nature) est une comédie dramatique britannique réalisée par Ed Blum, sortie en 2006.

## Synopsis
Lors d'un pique-nique dans le jardin de Hampstead Heath, au Nord de l'Angleterre, sept couples, qui ne connaissent pas, se cherchent, se désirent, s'apprivoisent.

## Fiche technique
- Titre original : Scenes of a Sexual Nature
- Titre français : Amour et Conséquences
- Réalisateur : Ed Blum
- Scénario : Aschlin Ditta
- Musique : Dominik Scherrer
- Costumes : Jo Thompson
- Montage : Joe McNally
- Photographie : David Meadows
- Producteurs : Ed Blum, Suran Goonatilake, Vadim Jean et Amanda Wilkie
- Société de distribution : Miracle Communication
- Langue originale : anglais
- Durée : 91 minutes
- Genre : Comédie dramatique
- Dates de sortie :
  -  Royaume-Uni : 3 novembre 2006
  -  France : 5 février 2014 (DVD)

## Distribution
- Holly Aird : Molly
- Eileen Atkins : Iris
- Hugh Bonneville : Gerry
- Tom Hardy : Noel
- Douglas Hodge : Brian
- Adrian Lester : Pete
- Andrew Lincoln : Jamie
- Ewan McGregor : Billy
- Gina McKee : Julia
- Elle McKenzie : Eve
- Sophie Okonedo : Anna
- Eglantine Rembauville : Sophie
- Nick Sidi : Ludo
- Mark Strong : Louis
- Catherine Tate : Sara
- Polly Walker : Esther
- Benjamin Whitrow : Eddie Wright